# Dicranomyia lucida
Dicranomyia lucida là một loài ruồi trong họ Limoniidae. Chúng phân bố ở miền Cổ bắc.